# بيونالبيرجو
بيونالبيرجو، (بالإنجليزية: Buonalbergo)‏، (كامبانيا:Bonoprièvolë)، هي (بلدية) في مقاطعة بينيفينتو في منطقة كامبانيا الإيطالية، وتقع على بعد حوالي 70 كم شمال شرق نابولي، وحوالي 20 كم شمال شرق بينيفينتو.

## السكان
في سنة 1861 بلغ عدد السكان 3٬405 نسمة، وتطور العدد ليصل في سنة 2011 لـ 1٬824 نسمة.
يظهر هذا المخطط البياني تطور النمو السكاني لـ بيونالبيرجو

## أعلام
- رافاييل فارينا